# 2014년 크림 주민투표
2014년 크림 주민투표(러시아어: общекрымский референдум, 우크라이나어: загальнокримський референдум)는 2014년 3월 16일 크림 자치 공화국과 세바스토폴에서 실시된 주민투표이다. 원래는 5월 25일에 실시될 예정이었다. 이 투표는 러시아의 크림반도 합병 절차가 진행중인 가운데 2014년 2월 27일 크림 자치 공화국 최고위원회의 승인으로 시작되었다. 우크라이나 중앙선거관리위원회는 이러한 주민투표를 비난하고 크림 자치 공화국 정부는 주민투표를 실시할 수 있는 법적 관할권을 가지지 않는다고 주장했다.
이 주민투표는 원래 우크라이나로부터의 독립이 아닌 높은 자치권 획득 여부에 관해 물어볼 예정이었다. 크림 자치 공화국은 3월 30일로 투표 일정을 앞당기더니, 다시 3월 16일로 앞당기면서 우크라이나에서 독립하여 러시아 연방에 편입하는 것에 대하여 묻는 투표로 변경하였고 세바스토폴 특별시도 같은 투표를 실시하기로 결정했다.
주민투표 결과 크림 자치 공화국의 전체 유권자 가운데 96.77%가 크림 자치 공화국의 러시아 편입에 찬성했으며 세바스토폴 특별시의 전체 유권자 가운데 95.60%가 세바스토폴 특별시의 러시아 연방 편입에 찬성했다. 유엔 총회는 크림 주민투표가 무효임을 규정한 결의안(유엔 총회 결의 68/262)을 채택했다.

## 질문

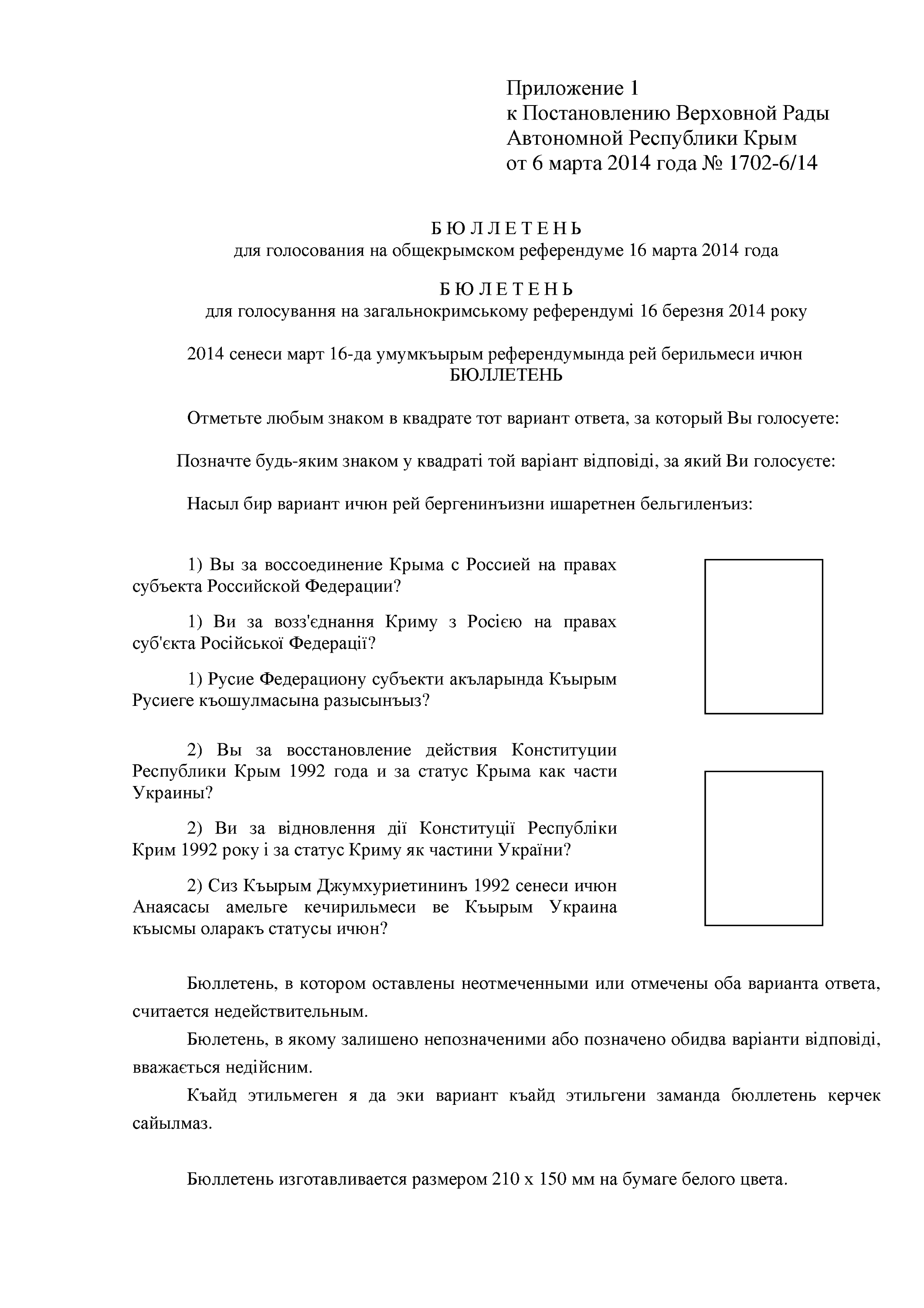
2014년 크림 주민투표에 사용된 투표 용지.

주민투표는 다음과 같은 질문에 대한 투표이다.
우크라이나어 원문
1) Ви за возз'єднання Криму з Росією на правах суб'єкта Російської Федерації?
2) Ви за відновлення дії Конституції Републіки Крим 1992 року і за статус Криму як частини України?
러시아어 원문
1) Вы за воссоединение Крыма с Россией на правах субъекта Российской Федерации?
2) Вы за восстановление действия Конституции Республики Крым 1992 года и за статус Крыма как части Украины?
한국어 번역문
1) 귀하는 크림과 러시아가 재결합하여 러시아 연방으로 편입하는 것에 찬성합니까?
2) 귀하는 《1992년 크림 자치 공화국 헌법》의 부활과 크림이 우크라이나의 일부로 남는 것에 찬성합니까?

## 결과
주민투표 결과 크림 자치 공화국에서는 러시아 연방에 편입하기를 원하는 투표율이 96.77%, 세바스토폴 특별시에서는 러시아 연방에 편입하기를 원하는 투표율이 95.60%에 달하는 것으로 집계되었다.
| 선택                                          | 표수      | 모든 투표 백분율 | 모든 유효표 백분율 |
| --------------------------------------------- | --------- | ---------------- | ------------------ |
| 러시아 연방에 편입                            | 1,233,002 | 96.77%           | 97.47%             |
| 우크라이나의 일부분으로 남고 1992년 헌법 부활 | 31,997    | 2.51%            | 2.53%              |
| 총 유효표                                     | 1,274,096 | 99.29%           | 100.00%            |
| 무효표                                        | 9,097     | 0.71%            | N/A                |
| 총합                                          | 1,274,096 | 100.00%          | 100.00%            |

| 선택                                          | 표수    | 모든 투표 백분율 | 모든 유효표 백분율 |
| --------------------------------------------- | ------- | ---------------- | ------------------ |
| 러시아 연방에 편입                            | 262,041 | 95.60%           | 96.59%             |
| 우크라이나의 일부분으로 남고 1992년 헌법 부활 | 9,250   | 3.37%            | 3.41%              |
| 총 유효표                                     | 271,291 | 98.97%           | 100.00%            |
| 무효표                                        | 2,810   | 1.03%            | N/A                |
| 총합                                          | 274,101 | 100.00%          | 100.00%            |

## 반응
우크라이나 내 의견
- 우크라이나 정부는 크림반도에서 실시된 주민투표를 의식하지 않는다고 밝혔다. 과도 정부 대통령 권한 대행 올렉산드르 투르치노우는 "이것은 주민투표가 아니며, 러시아 연방 군사가 조작한 범죄이자 익살극이다."라고 말했다.[7]
- 크림 타타르인 협의회는 "크림 타타르인은 투표에 참여하지 않을 것이며, 이것(주민투표)은 불법이다"라고 말했다.[8]

국제 의견
- 독일 총리 앙겔라 메르켈은 크림반도에서 실시된 주민투표가 불법적이고 우크라이나 헌법과 맞지 않다고 말했다.[7]
- 캐나다 총리 스티븐 하퍼는 캐나다 정부가 크림반도의 현재의 불법적인 군사 점령 하에서 주민투표의 결과를 인식할 수 없다고 말했다.[7]
- 러시아 연방의회 의장 발렌티나 마트비옌코는 크림반도에서 실시된 주민투표가 통과되면 러시아는 크림 공화국의 가입을 환영할 것이라고 말했다.[9] 대통령 블라디미르 푸틴은 추가로 이 문제에 대한 러시아의 입장을 굳혔다. "크림 도의 합법적 지도자에 결정된 이 단계는 국제법의 규범에 따라 크림반도 시민들의 법적 이익을 보장하는 것을 목표로 하고 있다."[10]
- 터키 외무부 장관 아흐메트 다부토줄루는 주민투표가 위기에 대한 해결책이 절대 아니라고 말했다.[11]
- 영국 총리 데이비드 캐머런은 크림반도에서 실시하는 어떤 투표도 "불법이며, 불법적이고, 국제 사회에서 정당한 것으로 인식하지 않는다고" 선언했다.[12][13]
- 미국은 투표 결과를 인정하지 않을 것이며, 크림반도는 우크라이나의 한 부분이라고 말했다.[14] 미국 대통령 버락 오바마는 이 주민투표가 우크라이나의 주권과 국제법을 어겼다고 경고했다.[7]
- 유럽 연합의 28개 회원국은 우크라이나에서 크림반도의 분리가 국제법상 허용되지 않는다고 생각한다고 말했다.[15]
- 대한민국 외교부는 크림반도에서 열린 주민투표 및 러시아로 병합하겠다는 결과를 인정하지 않는다고 발표했다.[16]

## 같이 보기
- 트란스니스트리아
  - 트란스니스트리아의 국제적 인식
- 발트 국가의 영토 변화
- 민족통일주의
- 대러시아
- 소련 붕괴 이후 러시아 민족